# Adèle Varillat
Adèle Varillat, née le 22 mars 1769 à Fontaine-Française et morte le 1er décembre 1861 à Paris, est une peintre française.

## Biographie
Anne Henriette Adélaïde Tornézy naît le 22 mars 1769 à Fontaine-Française en Bourgogne. Elle est la fille de Jean Baptiste Marie Tornézy, avocat en parlement, et d'Anne Claudine Thévenin.
Élève de Jean-Baptiste Regnault et de Guillaume Guillon Lethière, elle débute au Salon en 1795.
Elle épouse en 1797 Claude Joseph Varillat (1771-1807) dont elle quatre enfants :
- Nicolas Claude "Henry" Varillat (Paris, 1798-La Nouvelle-Orléans, 1868[3])
- François Félix Varillat (1802- )
- "Alfred" Jean-Baptiste Varillat (Paris, 1804-Indret, 1836)
- Alexandre Louis Varillat (1807-1810)

Après le décès de son mari, elle séjourne à Londres. Portraitiste, elle expose à la Royal Academy of Arts entre 1816 et 1820.
Elle meurt à l'institution Sainte-Périne, située rue de Chaillot à l'époque et où elle résidait, à l'âge de 92 ans. Elle est inhumée le 2 décembre 1861 au cimetière de Montmartre.